# Skillingmarks distrikt
Skillingmarks distrikt är ett distrikt i Eda kommun och Värmlands län. Distriktet ligger omkring Skillingsfors i västra Värmland och gränsar till Norge.

## Tidigare administrativ tillhörighet
Distriktet inrättades 2016 och utgörs av Skillingmarks socken i Eda kommun.
Området motsvarar den omfattning Skillingmarks församling hade vid årsskiftet 1999/2000.

## Tätorter och småorter
I Skillingmarks distrikt finns inga tätorter eller småorter.